# Пупки (Московская область)
Пупки — деревня сельского поселения Волковское Рузского района Московской области. На 2006 год постоянного населения не было. До 2006 года Пупки входили в состав Покровского сельского округа.
Деревня расположена на севере района, примерно в 22 километрах севернее Рузы, на безымянном правом притоке реки Хабня (приток Озерны). Ближайший населённый пункт — деревня Притыкино — на северном берегу реки, высота центра над уровнем моря 219 м.